# Norwegian International 1954
Die Norwegian International 1954 fanden in Oslo statt. Es war die erste Austragung dieser internationalen Titelkämpfe von Norwegen im Badminton, wobei nur die reinen Herrenwettbewerbe ausgetragen wurden.

## Finalergebnisse
| Disziplin    | Sieger                   | Finalist                   | Ergebnis          |
| ------------ | ------------------------ | -------------------------- | ----------------- |
| Herreneinzel | Eddy Choong              | David Choong               | 15–5, 15–6        |
| Dameneinzel  | nicht ausgetragen        | nicht ausgetragen          | nicht ausgetragen |
| Herrendoppel | Eddy Choong David Choong | Leif Jensen Benny Andersen | 15–2, 15–0        |
| Damendoppel  | nicht ausgetragen        | nicht ausgetragen          | nicht ausgetragen |
| Mixed        | nicht ausgetragen        | nicht ausgetragen          | nicht ausgetragen |